# Monona (Wisconsin)
Monona je město v americkém státě Wisconsin, okres Dane County. Je předměstím Madisonu, hlavního města státu.

## Geografie
Město se rozkládá na ploše 8,9 km². Z toho tvoří 8,7 km² země a 0,2 km² (1,75%) voda.

## Demografie
Podle sčítání lidu z roku 2010 zde žilo 7 533 obyvatel. Podle sčítání lidu v roce 2000 měla Monona 8018 obyvatel, 3768 domácností a 2053 rodin. Hustota osídlení ve městě byla 921,4 osob na km². Ve městě se nacházelo 3922 bytových jednotek, průměrně tedy 450,7 bytové jednotky na km².

### Rasové složení
- 92,5% Bílí Američané
- 2,8% Afroameričané
- 0,5% Američtí indiáni
- 1,4% Asijští Američané
- 0,0% Pacifičtí ostrované
- 1,1% Jiná rasa
- 1,7% Dvě nebo více ras

Obyvatelé hispánského nebo latinskoamerického původu, bez ohledu na rasu, tvořili 3,1% populace.